# Subnorte
La subregión Norte, o Subnorte, es una de las 4 subregiones del departamento colombiano de Huila. Se ubica al norte del departamento y cuenta con 15 municipios, su ciudad capital es Neiva.

## Municipios
- Aipe
- Algeciras
- Baraya
- Campoalegre
- Colombia
- Hobo
- Íquira
- Neiva
- Palermo
- Rivera
- Santa María
- Tello
- Teruel
- Villavieja
- Yaguará

## Límites
- Al norte con los departamentos de Tolima y Cundinamarca y el Distrito Capital de Bogotá
- Al este con los departamentos de Meta y Caquetá
- Al sur con las subregiones Subcentro y Suboccidente
- Al oeste con los departamentos de Cauca y Tolima

## Generalidades
La Subregión Norte es la más poblada de las 4 subregiones del departamento, cuenta con 583.144 habitantes según proyecciones del DANE para el año 2015, los cuales corresponden al 49.67% del total departamental. El 22.63% de sus moradores residen en las zonas rurales. Posee la mejor infraestructura en servicios. Produce materias primas y alimentos en cultivos comerciales y de pancoger, así como petróleo y otros minerales. La industria piscícola y turística es importante. El sur del Tolima encuentra en Neiva comercio y servicios de salud y educación, principalmente.
Esta subregión cuenta con atractivos turísticos como el Festival Folclórico y Reinado Nacional del Bambuco, el Desierto de la Tatacoa, la represa de Betania, los Termales de Rivera, Parque Acuático Playa Juncal, Parque Extremo Los Lagos, Huiláfrica Salvaje, el parque nacional natural Nevado del Huila, el parque nacional natural Sumapaz en Colombia (Huila), Piedra Pintada, el parque nacional natural Cordillera de los Picachos, entre otras atracciones, además yace la capital departamental, Neiva y su área metropolitana.